# Pantaleó de Bactriana

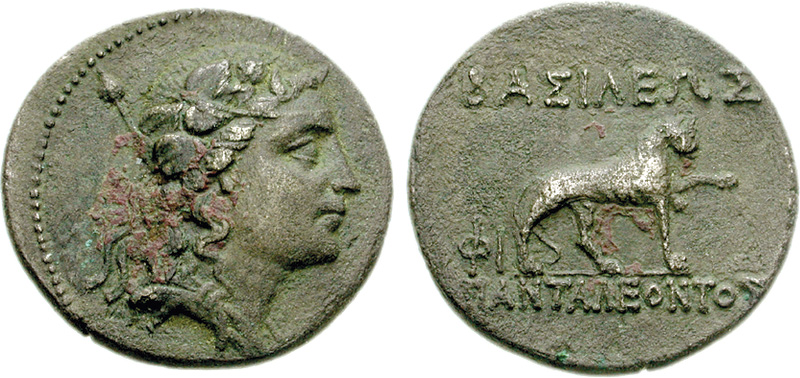
Moneda de Pantaleó

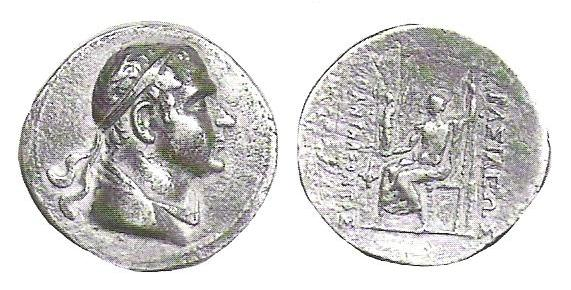
Moneda de Pantaleó

Pantaleó de Bactriana, grec antic: Πανταλέων, fou un rei grec que va regnar en algun moment entre el 190 aC i el 180 aC a Bactriana o potser del Regne Indogrec. Es compta amb poques dades precises de la seva vida. Va ser un contemporani més jove o successor del rei Demetri I de Bactriana, i es creu que podia haver estat el seu germà i/o virrei. Demetri va deixar el govern d'aquest territori al seu fill Eutidem II de Bactriana que va establir el seu poder als Paropamísades, Aracòsia, Gandhara i el Panjab (circa el 180-170 aC).
Després de la mort de Demetri, que havia conquistat alguns territoris de l'actual Pakistan i el nord-oest de l'Índia, el regne va ser aparentment dividit entre Pantaleó, Eutidem II i Agàtocles de Bactriana, ambdós suposats fills de Demetri. Mentre Agàtocles va quedar a càrrec del Parapamisos i Eutidem com a rei de Bactriana, Pantaleó va rebre Aracòsia i Gandhara, que s'interna fins a l'actual Caixmir.
Va ser el primer rei grec a encunyar monedes índies, bronzes peculiars de forma irregular que suggereixen que desitjava la integració de la població indígena al seu regne. Algunes de les seves monedes (tal com les d'Agàtocles i Eutidem II) tenen altra característica especial: Es van fer d'aliatge de coure-níquel, una tecnologia que no seria desenvolupada a Occident fins al segle xviii, però que era coneguda pels xinesos en aqueix llavors. Açò suggereix que es van produir intercanvis dels tècniques metal·lúrgiques entre Xina i el seu regne.
El seu regnat fou probablement curt, ja que s'han trobat poques monedes d'aquest rei i el va substituir Agàtocles de Bactriana, que podria ser el seu germà (o un fill). Durant el seu regnat el seu germà Antimac I de Bactriana va substituir el seu nebot Eutidem II, però va ser enderrocat per Eucràtides I de Bactriana.